# Alicja Rosolska
Alicja Rosolska (Varsavia, 1º dicembre 1985) è una tennista polacca.

## Carriera
Ha debuttato nel tennis professionistico agli Open di Varsavia del 2002.
Principalmente è una tennista di doppio e ha fatto per lungo tempo coppia con la connazionale Klaudia Jans-Ignacik, le due tenniste hanno raggiunto insieme otto finali WTA.
Alicja Rosolska ha inoltre rappresentato la squadra polacca di Fed Cup nel doppio, collezionando un totale di ventotto vittorie e tredici sconfitte.

## Statistiche WTA

### Doppio

#### Vittorie (9)
| Legenda              | Legenda               | Legenda      |
| -------------------- | --------------------- | ------------ |
| Grande Slam (0)      |                       |              |
| Ori Olimpici (0)     |                       |              |
| WTA Finals (0)       |                       |              |
| WTA Elite Trophy (0) |                       |              |
| Prima del 2009       | Dal 2009 al 2020      | Dal 2021     |
| Tier I (0)           | Premier Mandatory (0) | WTA 1000 (0) |
| Tier II (0)          | Premier 5 (0)         | WTA 1000 (0) |
| Tier III (1)         | Premier (2)           | WTA 500 (0)  |
| Tier IV (0)          | International (6)     | WTA 250 (0)  |
| Tier V (0)           | International (6)     | WTA 250 (0)  |

| N. | Data             | Torneo                                        | Superficie  | Partner                 | Rivale in finale                               | Risultato della finale |
| 1. | 17 febbraio 2008 | Cachantún Cup, Viña del Mar                   | Terra rossa | Līga Dekmeijere         | Marija Korytceva Julia Schruff                 | 7–5, 6–3               |
| 2. | 12 aprile 2009   | Andalucia Tennis Experience, Marbella         | Terra rossa | Klaudia Jans-Ignacik    | Anabel Medina Garrigues Virginia Ruano Pascual | 6–3, 6–3               |
| 3. | 10 giugno 2011   | Poli-Farbe Budapest Grand Prix, Budapest      | Terra rossa | Anabel Medina Garrigues | Natalie Grandin Vladimíra Uhlířová             | 6–2, 6–2               |
| 4. | 8 marzo 2015     | Monterrey Open, Monterrey                     | Cemento     | Gabriela Dabrowski      | Anastasija Rodionova Arina Rodionova           | 6-3, 2-6, [10-3]       |
| 5. | 24 luglio 2016   | Swedish Open, Båstad                          | Terra rossa | Andreea Mitu            | Lesley Kerkhove Lidzija Marozava               | 6-3, 7-5               |
| 6. | 5 febbraio 2017  | St. Petersburg Ladies Trophy, San Pietroburgo | Cemento (i) | Jeļena Ostapenko        | Darija Jurak Xenia Knoll                       | 3-6, 6-2, [10-5]       |
| 7. | 9 aprile 2017    | Monterrey Open, Monterrey (2)                 | Cemento     | Nao Hibino              | Dalila Jakupovič Nadežda Kičenok               | 6-2, 7-6(4)            |
| 8. | 17 giugno 2018   | Nature Valley Open, Nottingham                | Erba        | Abigail Spears          | Mihaela Buzărnescu Heather Watson              | 6-3, 7-6(5)            |
| 9. | 7 aprile 2019    | Volvo Car Open, Charleston                    | Terra verde | Anna-Lena Grönefeld     | Irina Chromačëva Veronika Kudermetova          | 7-6(7), 6-2            |

#### Sconfitte (16)
| Legenda              | Legenda               | Legenda      |
| -------------------- | --------------------- | ------------ |
| Grande Slam (0)      |                       |              |
| Argenti Olimpici (0) |                       |              |
| WTA Finals (0)       |                       |              |
| WTA Elite Trophy (0) |                       |              |
| Prima del 2009       | Dal 2009 al 2020      | Dal 2021     |
| Tier I (0)           | Premier Mandatory (0) | WTA 1000 (0) |
| Tier II (1)          | Premier 5 (0)         | WTA 1000 (0) |
| Tier III (1)         | Premier (4)           | WTA 500 (2)  |
| Tier IV (1)          | International (5)     | WTA 250 (2)  |
| Tier V (0)           | International (5)     | WTA 250 (2)  |

| N.  | Data              | Torneo                                        | Superficie    | Partner              | Rivale in finale                              | Risultato della finale |
| 1.  | 9 agosto 2004     | Orange Warsaw Open, Sopot                     | Terra rossa   | Klaudia Jans-Ignacik | Nuria Llagostera Vives Marta Marrero          | 4-6, 3-6               |
| 2.  | 25 aprile 2005    | Warsaw Open, Varsavia                         | Terra rossa   | Klaudia Jans-Ignacik | Tetjana Perebyjnis Barbora Záhlavová-Strýcová | 1-6, 4-6               |
| 3.  | 18 luglio 2005    | Internazionali Femminili di Palermo, Palermo  | Terra rossa   | Klaudia Jans-Ignacik | Giulia Casoni Marija Korytceva                | 6-4, 3-6, 5-7          |
| 4.  | 10 gennaio 2009   | Brisbane International, Brisbane              | Cemento       | Klaudia Jans-Ignacik | Anna-Lena Grönefeld Vania King                | 6-3, 5-7, [5-10]       |
| 5.  | 18 ottobre 2009   | Generali Ladies Linz, Linz                    | Cemento (i)   | Klaudia Jans-Ignacik | Anna-Lena Grönefeld Katarina Srebotnik        | 1-6, 4-6               |
| 6.  | 8 gennaio 2011    | Brisbane International, Brisbane (2)          | Cemento       | Klaudia Jans-Ignacik | Alisa Klejbanova Anastasija Pavljučenkova     | 3-6, 5-7               |
| 7.  | 21 maggio 2011    | Brussels Open, Bruxelles                      | Terra rossa   | Klaudia Jans-Ignacik | Andrea Hlaváčková Galina Voskoboeva           | 6-3, 0-6, [5-10]       |
| 8.  | 26 maggio 2012    | Brussels Open, Bruxelles (2)                  | Terra rossa   | Jie Zheng            | Bethanie Mattek-Sands Sania Mirza             | 3-6, 2-6               |
| 9.  | 16 settembre 2012 | Bell Challenge, Québec                        | Sintetico (i) | Heather Watson       | Kristina Mladenovic Tatjana Maria             | 6(5)-7, 7-6(6), [7-10] |
| 10. | 13 ottobre 2013   | Generali Ladies Linz, Linz (2)                | Cemento (i)   | Gabriela Dabrowski   | Karolína Plíšková Kristýna Plíšková           | 6(6)-7, 4-6            |
| 11. | 6 agosto 2017     | Bank of the West Classic, Stanford            | Cemento       | Alizé Cornet         | Abigail Spears Coco Vandeweghe                | 2-6, 3-6               |
| 12. | 12 gennaio 2019   | Sydney International, Sydney                  | Cemento       | Eri Hozumi           | Aleksandra Krunić Kateřina Siniaková          | 1-6, 6(3)-7            |
| 13. | 13 febbraio 2022  | St. Petersburg Ladies Trophy, San Pietroburgo | Cemento (i)   | Erin Routliffe       | Anna Kalinskaja Caty McNally                  | 3-6, 7-6(4), [4-10]    |
| 14. | 25 giugno 2022    | Bad Homburg Open, Bad Homburg                 | Erba          | Erin Routliffe       | Eri Hozumi Makoto Ninomiya                    | 4-6, 7-6(5), [5-10]    |
| 15. | 31 luglio 2022    | BNP Paribas Poland Open, Varsavia             | Terra rossa   | Katarzyna Kawa       | Anna Danilina Anna-Lena Friedsam              | 4-6, 7-5, [5-10]       |
| 16. | 9 ottobre 2022    | AGEL Open, Ostrava                            | Cemento (i)   | Erin Routliffe       | Caty McNally Alycia Parks                     | 3-6, 2-6               |

### Doppio misto

#### Sconfitte (1)
| Legenda                 |
| ----------------------- |
| Australian Open (0)     |
| Open di Francia (0)     |
| Torneo di Wimbledon (0) |
| US Open (1)             |

| N. | Data             | Torneo            | Superficie | Compagno      | Avversari in finale                | Punteggio        |
| 1. | 8 settembre 2018 | US Open, New York | Cemento    | Nikola Mektić | Bethanie Mattek-Sands Jamie Murray | 6-2, 3-6, [9-11] |

## Competizioni a squadre

### Sconfitte (1)
| N. | Data           | Torneo             | Superficie | Compagni                                                                 | Avversari in finale                                                                   | Punteggio |
| 1. | 5 gennaio 2025 | United Cup, Sydney | Cemento    | Iga Świątek Maja Chwalińska Hubert Hurkacz Kamil Majchrzak Jan Zieliński | Coco Gauff Danielle Collins Desirae Krawczyk Taylor Fritz Denis Kudla Robert Galloway | 0-2       |